# 152 mm-es 1910/34 mintájú ágyú
A 152 mm-es 1910/34 mintájú ágyú (oroszul 152-мм пушка образца 1910/34 годов) egy szovjet gyártmányú 152,4 mm-es nehéz ágyú, amely a 152 mm-es 1910/30 mintájú ágyú modernizált változata volt, amely pedig a 152 mm-es 1910 mintájú ostromágyú alapján készült.

## Leírás
Az 1910/34 mintájú ágyú az 1910/30 mintájú ágyú lövegcsövének és a 122 mm-es 1931 mintájú ágyú alvázának kombinációja. Závárzata megszakított menetű, hátrasikló rendszere hidraulikus fékből és helyretolóból áll. Szétterpeszthető lövegtalp szárai, laprugós felfüggesztése és tömörgumis abronccsal szerelt acélkereke van.

## Fejlesztés és gyártás
A 152 mm-es 1910 mintájú ostromágyú első továbbfejlesztett változata jobb adottságokkal rendelkezett, de nem sikerült orvosolni néhány jelentős problémát, mint például az elégtelen mobilitás (felfüggesztés nélküli alváz, külön szállítandó lövegcső) és a korlátozott horizontális irányzási szög. Az újabb továbbfejlesztéssel ezeket a problémákat akarták kiküszöbölni, méghozzá a 122 mm-es 1931 mintájú ágyú modern szétterpeszthető lövegtalpszárakkal ellátott alvázának használatával. Az első prototípus próbáit 1934. május 16-án kezdték meg. Ezek egészen 1935. január 16-ig tartottak, majd átadták a prototípust a hadseregnek csapatpróbára. A löveggel kapcsolatban főleg pozitív véleményeket fogalmaztak meg, így azt 152 mm-es 1910/34 mintájú ágyú jelöléssel hivatalosan rendszeresítették. 45°-os maximális magassági irányzása miatt gyakran taracknak sorolták be az ágyút. Tulajdonképpen még a fejlesztők is 152 mm-es 1932 mintájú taracknak, majd később 152 mm-es 1934 mintájú taracknak hívták a löveget. 
A gyártás 1934-ben vette kezdetét a Perm üzemben, ami egészen 1937-ig folyt. Ez idő alatt 275 darab ágyú legyártása fejeződött be.

## Szervezés és alkalmazás
A Vörös Hadsereg szervezete alapján a 152 mm-es ágyúkat a hadtest tüzérség a főparancsnokság tartaléka használta, tipikusan a 152 mm-es 1937 mintájú ágyútarackok helyett. A főparancsnokság tartalékának nehézlöveges ezredei 24 darab ágyúval voltak felszerelve ezredenként.
Különböző források szerint a Nagy Honvédő Háború kitörésekor a Vörös Hadsereg 146 vagy 275 darab 1910/34 mintájú ágyúval rendelkeztek. Ezeket a lövegeket kétségkívül bevetették a háborúban, viszont kis számuk miatt harctéri alkalmazásukról nem maradt fenn információ. Néhány darabot a német hadsereg is zsákmányolt, majd 15,2 cm K. 433/2(r) jelöléssel rendszeresített.

## Összegzés
Az 1910-es mintájú ágyú második modernizációja jelentősen növelte annak mozgékonyságát és oldalirányzását. A lövegcsövet már nem kellett leszerelve külön szállítani, ami a löveg tűz késszé tételét felgyorsította. A magassági irányzás fejlesztése a lőtávolságot is növelte. Azonban problémák továbbra is akadtak az ágyúval. A magassági irányzómechanizmus egyensúlyozó szerkezettel volt egybeépítve, ami a mechanizmus lassú működtetését eredményezte. A 45°-os magassági irányzási szög elégtelennek bizonyult. Az ágyú egyes szerkezeti elemeit, főleg a felső lövegtalpat nehéz volt gyártani. Ennek eredményeképpen a tervezetet tovább fejlesztették, így létrehozva a 152 mm-es 1937 mintájú ágyútarackot.

## Lőszer
| Elérhető lőszertípusok                                  |                 |             |                        |                            |               |
| Típus                                                   | Modell          | Súly, kg    | Töltetsúly, kg         | Csőtorkolati sebesség, m/s | Lőtávolság, m |
| Páncéltörő lövedékek                                    |                 |             |                        |                            |               |
| Robbanó páncéltörő lövedék (APHE)                       | BR–540          | 48,8        | 0,66                   | 600                        | 4000          |
| Acélmagvas páncéltörő lövedék (APBC) (1944 végétől)     | BR–540B         | 46,5        | 0,48                   | 600                        | 4000          |
| Tengerészeti páncéltörő lövedék                         | 1915/28 mintájú | 51,07       | 3,2                    | 573                        | 5000          |
| Kumulatív lövedék (HEAT)                                | BP–540          | 27,44       |                        | 680                        | 3000          |
| Betonromboló lövedékek                                  |                 |             |                        |                            |               |
| Betonromboló taracklövedék                              | G–530 / G–530S  | 40,0        | 5,1                    |                            |               |
| Betonromboló ágyúlövedék                                | G–545           | 56,0        | 4,2                    |                            |               |
| Nagy robbanóerejű és repeszlövedékek                    |                 |             |                        |                            |               |
| Ágyúlövedékek                                           |                 |             |                        |                            |               |
| Repesz-romboló, acél                                    | OF–540          | 43,6        | 5,9-6,25               |                            |               |
| Repesz-romboló, acél                                    | OF–540Zh        | 43,6        | 5,9-6,25               |                            |               |
| Nagy robbanóerejű, régi                                 | F–542           | 38,1        | 5,86                   |                            |               |
| Nagy robbanóerejű, régi                                 | F–542G          | 38,52       | 5,83                   |                            |               |
| Nagy robbanóerejű, régi                                 | F–542SG         | 41,0        | 5,93                   |                            |               |
| Nagy robbanóerejű, régi                                 | F–542S          | 40,6        | 6,06                   |                            |               |
| Nagy robbanóerejű, régi                                 | F–542SU         | 40,86       | 5,96                   |                            |               |
| Nagy robbanóerejű, régi                                 | F–542U          | 38,36       | 5,77                   |                            |               |
| Taracklövedékek                                         |                 |             |                        |                            |               |
| Repesz-romboló, acél                                    | OF–530          | 40,0        | 5,47-6,86              |                            |               |
| Repesz-romboló, acélos vas                              | OF–530A         | 40,0        | 5,66                   |                            |               |
| Nagy robbanóerejű, régi                                 | F–533           | 40,41       | 8,0                    |                            |               |
| Nagy robbanóerejű, régi                                 | F–533K          | 40,68       | 7,3                    |                            |               |
| Nagy robbanóerejű, régi                                 | F–533N          | 41,0        | 7,3                    |                            |               |
| Nagy robbanóerejű, régi                                 | F–533U          | 40,8        | 8,8                    |                            |               |
| Nagy robbanóerejű, acélos vas, régi francia             | F–534F          | 41,1        | 3,9                    |                            |               |
| Nagy robbanóerejű, a 152 mm-es 1931 mintájú aknavetőhöz | F–521           | 41,7        | 7,7                    |                            |               |
| Nagy robbanóerejű, brit, a Vickers 152 mm-es tarackhoz  | F–531           | 44,91       | 5,7                    |                            |               |
| Srapnel lövedékek                                       |                 |             |                        |                            |               |
| Srapnel 45 mp.-es csővel                                | S–501           | 41,16-41,83 | 0,5 (680—690 golyóval) |                            |               |
| Shrapnel Т–6 csővel                                     | S–501T          | 41,16       | 0,5 (680—690 golyóval) |                            |               |
| Világító lövedékek                                      |                 |             |                        |                            |               |
| Világító, 40 mp.-es                                     | S 1             | 40,2        |                        |                            |               |
| Vegyi lövedékek                                         |                 |             |                        |                            |               |
| Vegyi-repesz ágyúlövedék                                | OH–540          |             |                        |                            |               |
| Vegyi tarack lövedék                                    | HS–530          | 38,8        |                        |                            |               |
| Vegyi tarack lövedék                                    | HN–530          | 39,1        |                        |                            |               |
| Vegyi (háború utáni)                                    | ZHZ             |             |                        |                            |               |

| Páncélátütési táblázat |                             |                             |
| BR–540 robbanó páncéltörő lövedék (APHE) |                             |                             |
| Távolság, m | 60°-os becsapódási szög, mm | 90°-os becsapódási szög, mm |
| 500 | 105                         | 125                         |
| 1000 | 95                          | 115                         |
| 1500 | 85                          | 105                         |
| 2000 | 75                          | 90                          |
| BR–540B acélmagvas páncéltörő lövedék (APBC) |                             |                             |
| Távolság, m | 60°-os becsapódási szög, mm | 90°-os becsapódási szög, mm |
| 500 | 105                         | 130                         |
| 1000 | 100                         | 120                         |
| 1500 | 95                          | 115                         |
| 2000 | 85                          | 105                         |
| 1915/28 mintájú tengerészeti páncéltörő lövedék |                             |                             |
| Távolság, m | 60°-os becsapódási szög, mm | 90°-os becsapódási szög, mm |
| 100 | 110                         | 136                         |
| 500 | 104                         | 128                         |
| 1000 | 97                          | 119                         |
| 1500 | 91                          | 111                         |
| 2000 | 85                          | 105                         |
| Ezek az adatok szovjet páncélátütő mérésekből származnak (átütési valószínűség 75%). Nem közvetlenül összehasonlítandók hasonló típusú nyugati adatokkal. |                             |                             |

## Fordítás
- Ez a szócikk részben vagy egészben  a(z)   152 mm gun M1910/34 című angol Wikipédia-szócikk ezen változatának fordításán alapul.  Az eredeti cikk szerkesztőit annak laptörténete sorolja fel. Ez a jelzés csupán a megfogalmazás eredetét és a szerzői jogokat jelzi, nem szolgál a cikkben szereplő információk forrásmegjelöléseként.